# Parascorpidinae
Sous-famille
Les Parascorpidinae sont une sous-famille de poissons de la famille des Kyphosidae.

## Systématique
Cette sous-famille n'est pas reconnue par FishBase qui en fait une famille à part entière sous le taxon de Parascorpididae et qui la place sous Perciformes.

## Liste des genres
Selon ITIS (27 juillet 2020) :
- genre Parascorpis Bleeker, 1875